# Campanile symbolicum
Campanile symbolicum is een slakkensoort uit de familie van de Campanilidae. De wetenschappelijke naam van de soort is voor het eerst geldig gepubliceerd in 1917 door Tom Iredale.